# Unterseeboot 129 (1941)
Pour les articles homonymes, voir Unterseeboot 129.
Le Unterseeboot 129 (ou U-129) est un U-Boot (sous-marin) allemand de type IX.C utilisé par la Kriegsmarine pendant la Seconde Guerre mondiale.

## Historique
Mis en service le 21 mars 1941'U-129 reçoit sa formation de base à Stettin en Allemagne (Prusse, province de Poméranie) au sein de la 4. Unterseebootsflottille jusqu'au 30 juin 1941, il rejoint sa flottille de combat à la base sous-marine de Lorient en France dans la 2. Unterseebootsflottille.
L'U-129 réalise sa première patrouille, quittant le port de Horten le 23 juillet 1941 sous les ordres du Kapitänleutnant Asmus Nicolai Clausen et rejoint la base sous-marine de Lorient le 30 août 1941, après 28 jours de mer.
L'Unterseeboot 129 a effectué dix patrouilles dans lesquelles il a coulé 29 navires marchands pour un total de 143 748 tonneaux sur un total de 439 jours en mer.
L'U-129 est jugé dépassé et trop vieux et est désarmé le 4 juillet 1944 à Lorient. Devant l'avance des forces alliées en France, et ne pouvant pas rejoindre la Norvège avant la capitulation de la base sous-marine de Lorient par manque de batterie, il est sabordé par les Allemands le 18 août 1944. Les Américains le découvrent abandonné dans un alvéole du U-Bunker Keroman I sur son chariot de manutention. Il est démoli en 1946.

## Affectations successives
- 4. Unterseebootsflottille du 21 mai 1941 au 30 juin 1941
- 2. Unterseebootsflottille du 1er juillet 1941 au 18 août 1944

## Commandement
- Kapitänleutnant Asmus Nicolai Clausen du 21 mai 1941 au 13 mai 1942
- Korvettenkapitän Hans-Ludwig Witt du 14 mai 1942 au 8 juillet 1943
- Oberleutnant zur See Richard von Harpe du 12 juillet 1943 au 19 juillet 1943

## Patrouilles
|       | Commandant                   | Départ            | Départ        | Arrivée          | Arrivée       | Jours     | Succès    |
| ----- | ---------------------------- | ----------------- | ------------- | ---------------- | ------------- | --------- | --------- |
|       | Kptlt. Asmus Nicolai Clausen | 23 juillet 1941   | Kiel          | 24 juillet 1941  | Horten        | 2 jours   |           |
| 1     | Kptlt. Asmus Nicolai Clausen | 3 août 1941       | Horten        | 30 août 1941     | Lorient       | 28 jours  |           |
| 2     | Kptlt. Asmus Nicolai Clausen | 27 septembre 1941 | Lorient       | 8 octobre 1941   | Lorient       | 12 jours  |           |
| 3     | Kptlt. Asmus Nicolai Clausen | 21 octobre 1941   | Lorient       | 28 décembre 1941 | Lorient       | 69 jours  |           |
| 4     | Kptlt. Asmus Nicolai Clausen | 25 janvier 1942   | Lorient       | 5 avril 1942     | Lorient       | 71 jours  | 25 613    |
| 5     | Kptlt. Hans-Ludwig           | 20 mai 1942       | Lorient       | 21 août 1942     | Lorient       | 94 jours  | 41 570    |
| 6     | Kptlt. Hans-Ludwig           | 28 septembre 1942 | Lorient       | 6 janvier 1943   | Lorient       | 101 jours | 32 613    |
| 7     | Kptlt. Hans-Ludwig           | 11 mars 1943      | Lorient       | 29 mai 1943      | Lorient       | 80 jours  | 26 590    |
| 8     | Oblt. Richard von Harpe      | 27 juillet 193    | Lorient       | 5 septembre 1943 | Lorient       | 41 jours  |           |
| 9     | Oblt. Richard von Harpe      | 9 octobre 19432   | Lorient       | 11 octobre 1943  | Saint-Nazaire | 3 jours   |           |
|       | Oblt. Richard von Harpe      | 12 octobre 1943   | Saint-Nazaire | 31 janvier 1944  | Lorient       | 112 jours | 5 441     |
| 10    | Oblt. Richard von Harpe      | 22 mars 1944      | Lorient       | 19 juillet 1944  | Lorient       | 120 jours | 11 921    |
| Total | Total                        | Total             | Total         | Total            | Total         | 731 jours | 143 748 t |

Note : Oblt. = Oberleutnant zur See - Kptlt. = Kapitänleutnant - KrvKpt. = Korvettenkapitän 

### Opérations Wolfpack
L'U-129 a opéré avec les Wolfpacks (meutes de loup) durant sa carrière opérationnelle :
1. Grönland (10 août 1941 - 25 août 1941)

## Navires coulés
L'U-129 a coulé 29 navires marchands pour un total de 143 748 tonneaux pendant les dix patrouilles qu'il effectua.
| Date             | Nom               | Nationalité      | Tonnage | Fait  |
| ---------------- | ----------------- | ---------------- | ------- | ----- |
| 20 février 1942  | Nordvangen        | Norvège          | 2 400   | Coulé |
| 23 février 1942  | George L. Torian  | Canada           | 1 754   | Coulé |
| 23 février 1942  | Lennox            | Canada           | 1 904   | Coulé |
| 23 février 1942  | West Zeda         | USA              | 5 658   | Coulé |
| 28 février 1942  | Bayou             | Panama           | 2 605   | Coulé |
| 3 mars 1942      | Mary              | USA              | 5 104   | Coulé |
| 7 mars 1942      | Steel Age         | USA              | 6 188   | Coulé |
| 10 juin 1942     | L. A. Christensen | Norvège          | 4 362   | Coulé |
| 12 juin 1942     | Hardwick Grange   | Royaume-Uni      | 9 005   | Coulé |
| 17 juin 1942     | Millinrocket      | USA              | 3 274   | Coulé |
| 27 juin 1942     | Las Choapas       | Mexique          | 2 005   | Coulé |
| 27 juin 1942     | Tuxpam            | Mexique          | 7 008   | Coulé |
| 1er juillet 1942 | Taspe             | Union soviétique | 6 320   | Coulé |
| 12 juillet 1942  | Tachirá           | USA              | 2 325   | Coulé |
| 19 juillet 1942  | Port Antonio      | Norvège          | 1 266   | Coulé |
| 23 juillet 1942  | Onodaga           | USA              | 2 309   | Coulé |
| 16 octobre 1942  | Trafalgar         | Norvège          | 5 542   | Coulé |
| 23 octobre 1942  | Reuben Tipton     | USA              | 6 829   | Coulé |
| 30 octobre 1942  | West Kebar        | USA              | 5 620   | Coulé |
| 5 novembre 1942  | Astrell           | Norvège          | 7 595   | Coulé |
| 5 novembre 1942  | Meton             | USA              | 7 027   | Coulé |
| 2 avril 1943     | Melbourne Star    | Royaume-Uni      | 12 806  | Coulé |
| 24 avril 1943    | Santa Catalina    | USA              | 6 507   | Coulé |
| 4 avril 1943     | Panam             | Panama           | 7 277   | Coulé |
| 4 décembre 1943  | Libertad          | Cuba             | 5 441   | Coulé |
| 6 mai 1944       | Anadyr            | Royaume-Uni      | 5 278   | Coulé |
| 11 mai 1944      | Empire Heath      | Royaume-Uni      | 6 643   | Coulé |